# Muammer Sun
Muammer Sun, né le 15 octobre 1932 à Ankara et mort le 16 janvier 2021, est un compositeur turc de musique classique.

## Biographie
Il entre à l'école de musique militaire en 1947 et au conservatoire d'État d'Ankara en 1953. Il étudie sous Ahmet Adnan Saygun sur la composition, Hasan Ferit Alnar sur la direction, Muzaffer Sarıözen sur la musique folk, Mahmut Ragıp Gazimihal, Ruşen Ferit Kam sur la musique folklorique traditionnelle et Kemal İlerici sur les modes et harmonies de la musique turque . Il est diplômé du Conservatoire d'État d'Ankara en composition en 1960. Il enseigne aux Conservatoires d'État d'Ankara, d'Izmir, d'Istanbul et au Département de musique de l'Institut d'éducation de l'Université de Gazi. Il est également membre du conseil exécutif de la Radio-télévision de Turquie (TRT). Il prend sa retraite de son poste de professeur à l'Université Hacettepe, Département de composition du Conservatoire d'État d'Ankara en octobre 1997. Muammer Sun reçoit le titre de « Devlet Sanatçısı » (littéralement « Artiste d'État » ou « Artiste national ») par le ministère turc de la Culture en 1998. Il est nationalement connu pour ses musiques de films ("Kurtuluş" et "Cumhuriyet"). 